# NMOS
NMOS (скраћеница од енгл. N-type Metal-Oxide-Semiconductor) је технолошка генерација интегралних кола, створена 70-их година 20. вијека. Њен насљедник крајем 70-их и почетком 80-их је била HMOS технологија, али током 80-их година обје су напуштене због недостатака и развоја CMOS и HCMOS технологије.
NMOS технологија је користила MOSFET транзисторе у примјени логике на интегралним колима.

## Недостаци
Највећи проблем је био што истосмјерна струја пролази кроз NMOS логичка врата и кад је излаз у стању логичке нуле. То значи дисипацију снаге чак и кад је коло неактивно.
Други проблем је био спора транзиција из нуле у јединицу, због унутрашњих капацитета и високог отпора.
Трећи проблем је био осјетљивост на сметње.

## Занимљивост
Познати микропроцесор Моторола 6800, заједно са својим помоћним колима 6810 (RAM), 6821 (PIA, Peripheral Interface Adapter), 6830 (ROM), 6850 (ACIA, Asynchronous Communications Interface Adapter), је био израђен у NMOS технологији.